# Nathan Eovaldi
Nathan Edward Eovaldi (Houston, 13 febbraio 1990) è un giocatore di baseball statunitense, lanciatore per i Texas Rangers della Major League Baseball (MLB).

## Biografia
Eovaldi nacque a Houston nel Texas e frequentò la Alvin High School nella cittadina di Alvin. Da ragazzo, quando frequentava ancora le superiori, dovette sottoporsi alla Tommy John surgery per riparare il legamento ulnare del gomito destro. Prima di incominciare gli studi alla Texas A&M University, fu selezionato dalla Major League.

## Carriera

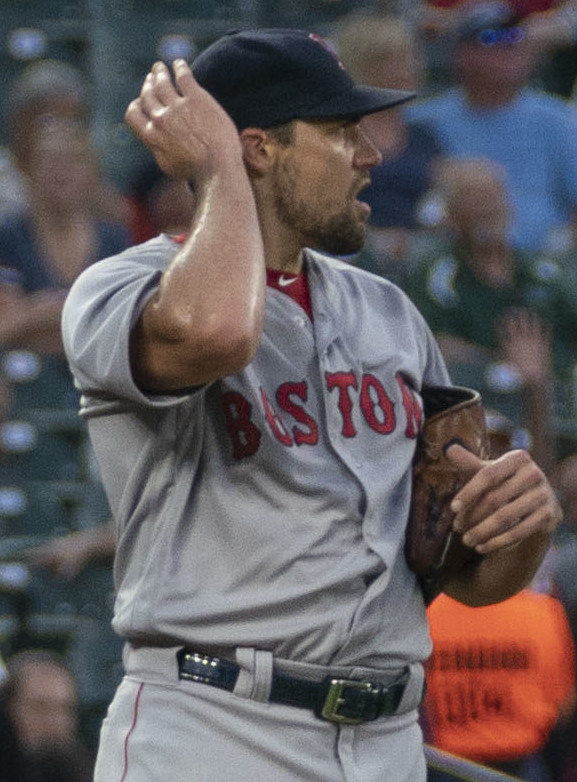
Eovaldi con i Red Sox nel 2018

### Minor League Baseball (MiLB)
Eovaldi fu selezionato nell'11º turno del draft MLB 2008 dai Los Angeles Dodgers ricevendo un bonus alla firma di 250.000 dollari, e fu assegnato in classe Rookie. Nel 2009 giocò in Classe A e nel 2010 in Classe A-avanzata. Fu promosso in Doppia-A nel 2011 iniziando la stagione nella classe.

### Major League Baseball (MLB)
Eovaldi debuttò nella MLB il 6 agosto 2011, al Chase Field di Phoenix contro gli Arizona Diamondbacks, ottenendo la sua prima vittoria, concedendo due punti e ottenendo sette strikeout in cinque inning giocati, segnando inoltre la sua prima valida come battitore.
Il 25 luglio 2012, i Dodgers scambiarono Eovaldi e il lanciatore di minor league Scott McGough con i Miami Marlins, in cambio di Hanley Ramírez e Randy Choate.
Il 19 dicembre 2014, i Marlins scambiarono Eovaldi, Garrett Jones e Domingo Germán con i New York Yankees in cambio di Martín Prado e David Phelps. Era prevista la sua partecipazione nella division series del post-stagione 2015 ma gli Yankees furono eliminati nel wildcard game. Il 16 agosto 2016 fu annunciato che Eovaldi avrebbe perso il resto della stagione a causa di una lacerazione di tendine dell'avambraccio destro e una parziale lacerazione del tendine ulnare. Alcuni giorni dopo il giocatore si sottopose per la seconda volta alla Tommy John surgery e il 23 novembre fu svincolato dagli Yankees.
Il 14 febbraio 2017, Eovaldi firmò un contratto annuale del valore di 2 milioni di dollari con i Tampa Bay Rays; il contratto includeva un'opzione del club di 2 milioni per la stagione 2018. Passò l'intera stagione 2017 fuori dai campi da gioco, in riabilitazione. Tornò a giocare nella MLB, a quasi un anno e mezzo dalla sua ultima volta, il 30 marzo 2018.
Il 25 luglio 2018, i Rays scambiarono Eovaldi con i Boston Red Sox in cambio di Jalen Beeks. Al termine della stagione regolare partecipa per la prima volta al post-stagione.
Il 27 dicembre 2022 firma un contratto biennale con i Texas Rangers.

## Palmarès

### Club
- World Series: 2

Boston Red Sox: 2018
Texas Rangers: 2023

### Individuale
- MLB All-Star: 1

2021